# グウェン・ジョン
グウェン・ジョン（Gwendolen Mary (Gwen) John、1876年6月22日 - 1939年9月18日）は、イギリスの画家である。晩年のオーギュスト・ロダンのモデルを務め、ロダンとの恋愛事件でも知られる。 

## 略歴

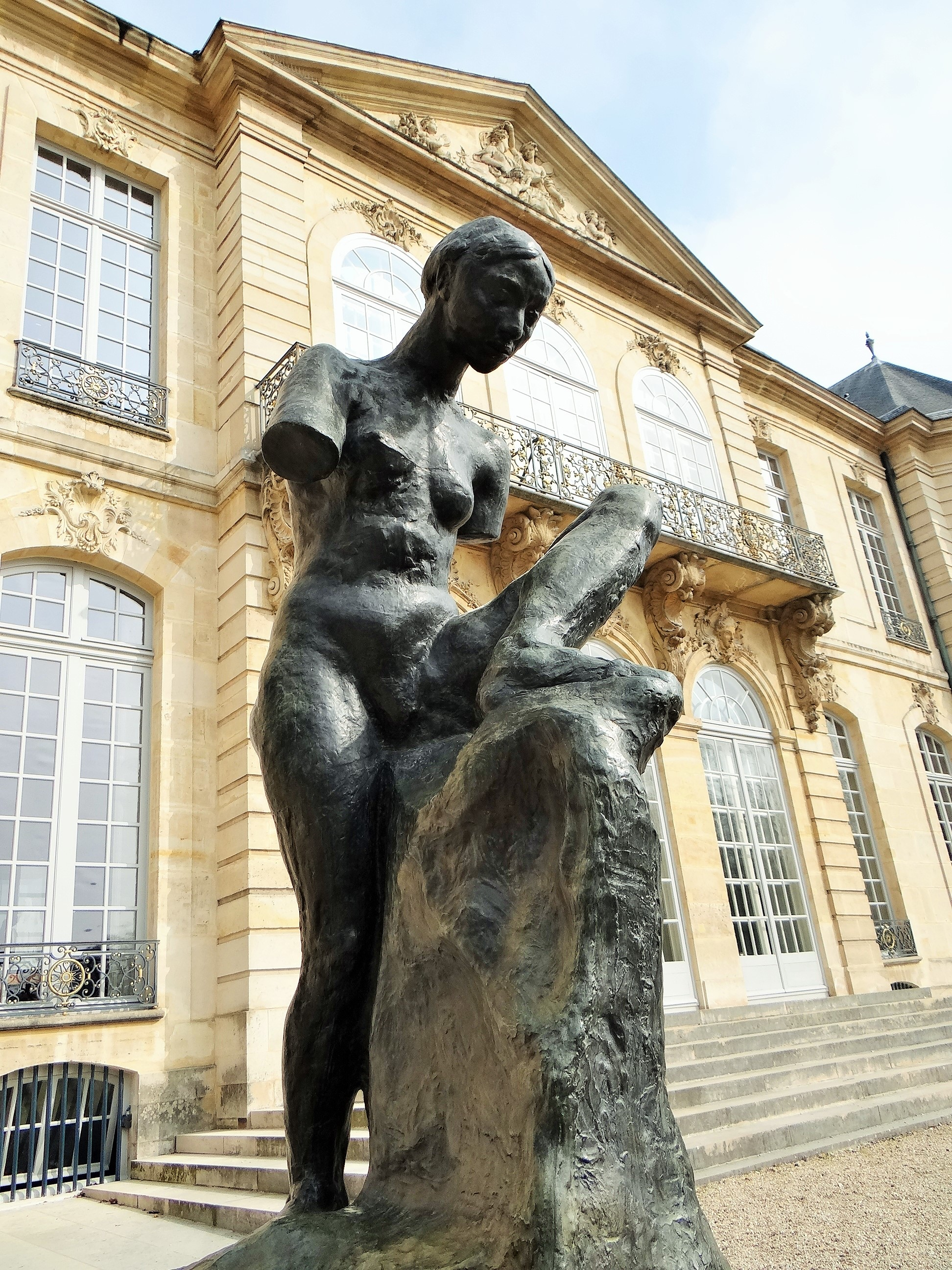
ジョンがモデルを務めたロダンのMuse Whistler

ウェールズのハヴァーフォードウェストに生まれた。アマチュア水彩画家であった母親を8歳の時失った。弟のオーガスタス・ジョン(1878–1961)も画家になった。
1895年から1898年までロンドンのスレード美術学校で学び、1900年にニュー・イングリッシュ・アート・クラブの展覧会に初めて出展した。
1904年に友人のマクニール（Dorelia McNeill）とボルドーから予定を定めずにローマに向かう旅をはじめたが、この旅はトゥールーズまでで終わった。グウェン・ジョンはパリへ行き、オーギュスト・ロダン(1840-1917)のモデルの仕事を得た。出会った時、64歳のロダンの愛人になった。
パリでは当時の指導的な芸術家たち、アンリ・マティス、パブロ・ピカソ、コンスタンティン・ブランクーシ、ライナー・マリア・リルケと知り合うが、ロダンとの恋愛を終わらせ、1910年にパリ郊外のムードンに居を定め、ほとんど一人で猫と暮らす生活を始めた。ムードンに住んでまもなく、宗教的生活に安息を求め1913年頃、カトリックの教会に入った。
1911年にはニュー・イングリッシュ・アート・クラブへの出展をやめたが、ポスト印象派の作品を集めたアメリカのコレクター、ジョン・クインがパトロンとなって、グウェン・ジョンの作品を購入した。1913年には、クインが開催に協力した、アメリカで開かれた国際展覧会、アーモリーショーにグウェン・ジョンの作品の一つが展示された。
1919年から1920年代後半まではパリのサロン・ドートンヌに出展した。

## 作品

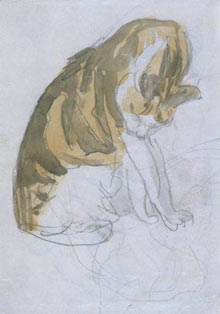
Cat Cleaning Itself, ca. 1905–08, pencil and watercolour
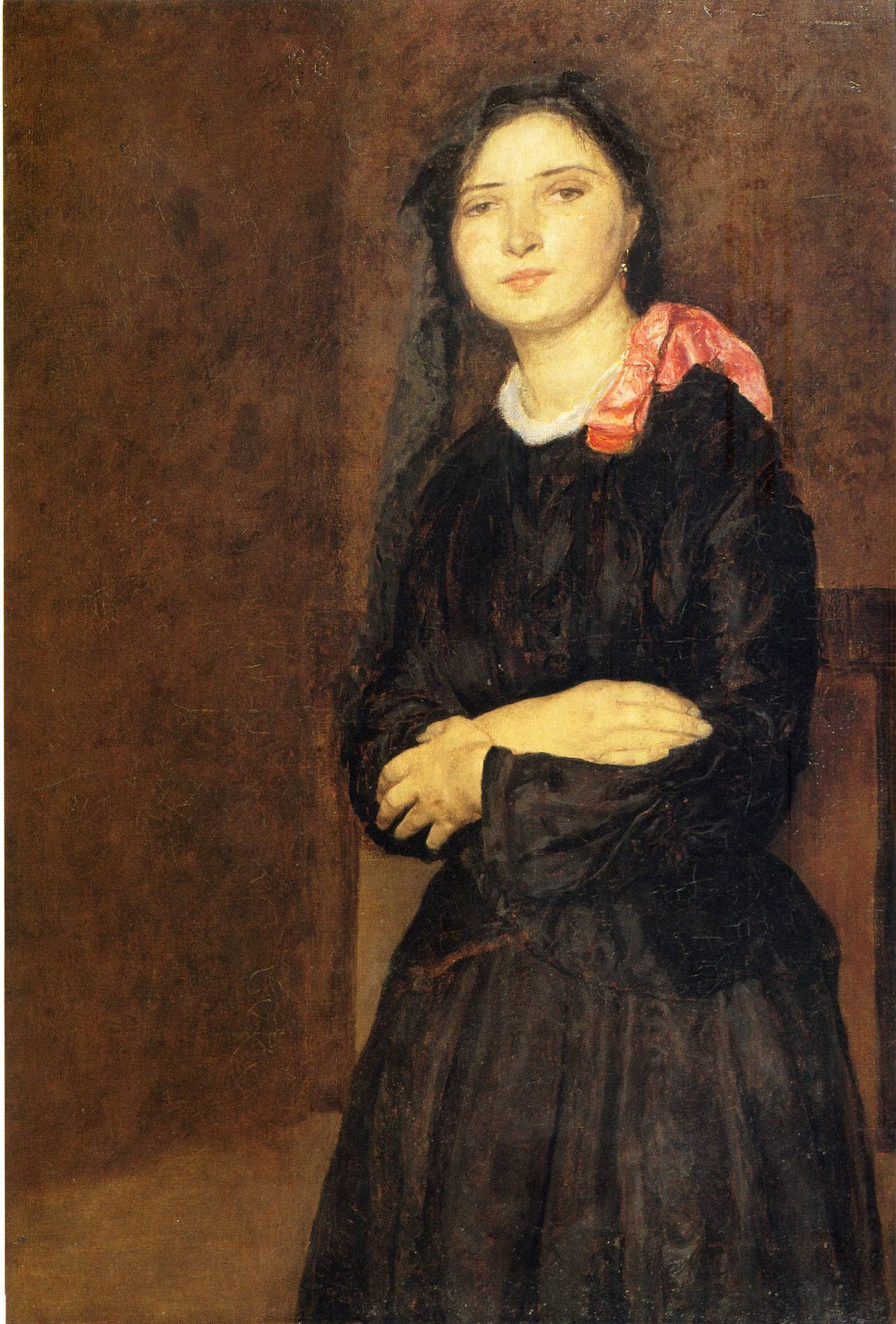
Dorelia in a Black Dress, 1903–04, Tate Gallery
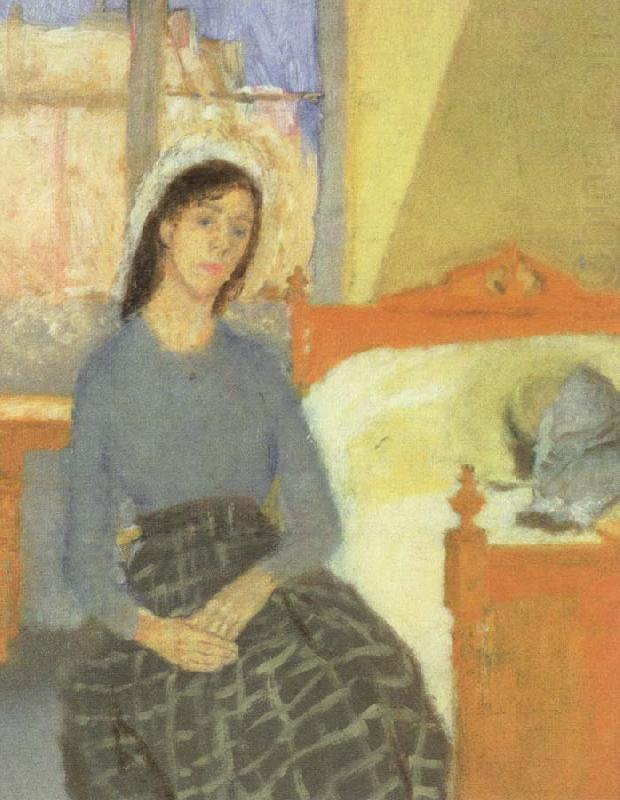
The Artist in Her Room in Paris, 1907–09
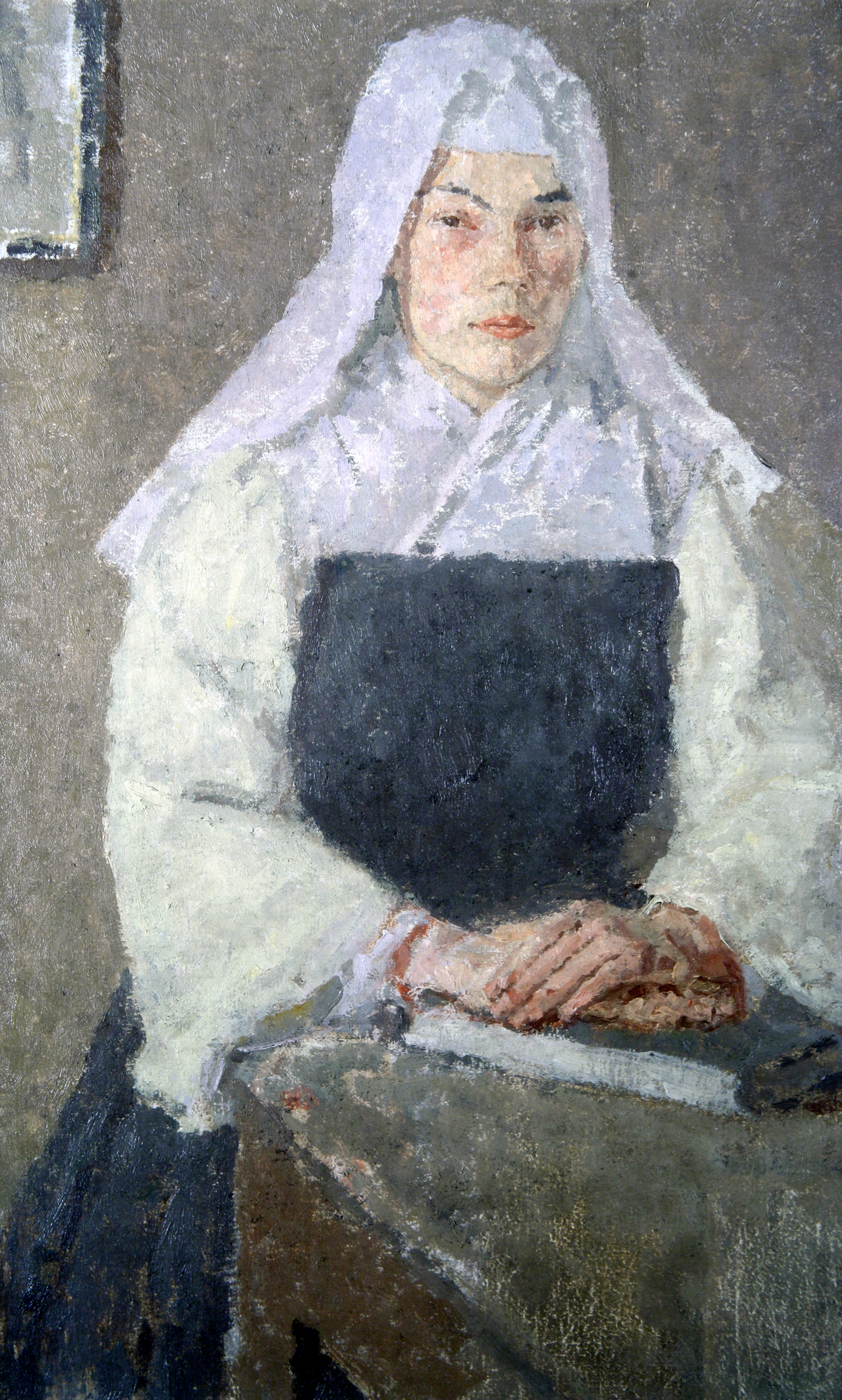
The Nun, ca. 1915–21, Glynn Vivian Art Gallery
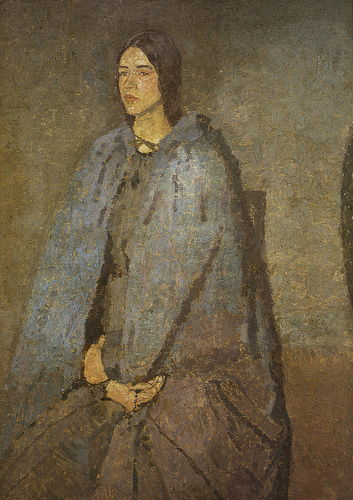
The Pilgrim, ca. 1915–25
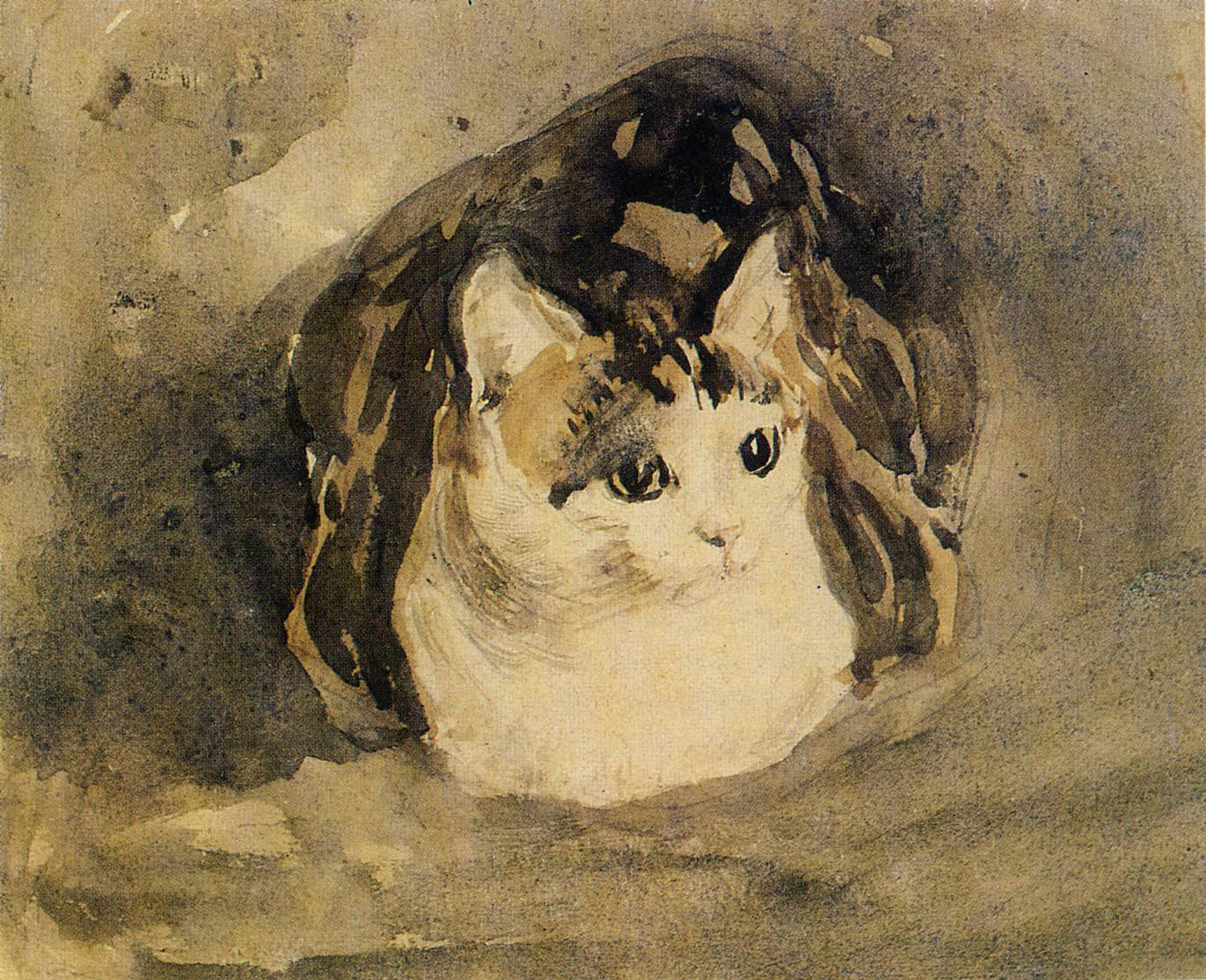
Cat, ca. 1904–08